# 33226 Melissamacko
33226 Melissamacko este o planetă minoră (asteroid) din centura de asteroizi. A fost descoperită pe 20 martie 1998 la Experimental Test Site⁠(d) de Lincoln Near-Earth Asteroid Research. 
Obiectul prezintă o orbită caracterizată de o semiaxă mare de 3,0121148 UAi, o excentricitate de 0,11, o înclinație de 2,76046 ° în raport cu ecliptica.